# Le Travet
Le Travet – miejscowość i dawna gmina we Francji, w regionie Oksytania, w departamencie Tarn. W 2016 roku populacja ówczesnej gminy wynosiła 125 mieszkańców. 
W dniu 1 stycznia 2019 roku z połączenia sześciu ówczesnych gmin – Roumégoux, Ronel, Saint-Antonin-de-Lacalm, Saint-Lieux-Lafenasse, Terre-Clapier oraz Le Travet – powstała nowa gmina Terre-de-Bancalié. Siedzibą gminy została miejscowość Roumégoux. 